# Tyara Buser
Tyara Leah Buser (* 4. März 2000 in Liestal) ist eine Schweizer Fussballspielerin.

## Karriere

### Vereine
Über die Juniorenstationen FC Bubendorf und FC Liestal kam Buser zum FC Basel. In der Saison 2018/19 erzielte sie in 28 Ligaspielen 14 Tore und spielte sie mit dem FCB in der Quali-Gruppenphase der Women’s Champions League. Im Jahr 2020 wechselte sie zum SC Freiburg. Nach rund anderthalb Jahren, nach 14 Bundesliga-Einsätzen und 4 im DFB-Pokal, kehrte sie in der Winterpause 2021/22 zum FC Basel zurück. In der Saison 2021/22 erreichte Buser mit dem FC Basel den Halbfinal der Schweizer Meisterschaft. Im April 2023 wurde ihre Vertragslaufzeit bis 2026 verlängert.

### Nationalmannschaften
Buser bestritt im Jahr 2016 drei Länderspiele für die Schweizer U16-Nationalmannschaft und sechs Spiele für die U17-Nationalmannschaft Bei der U19-EM 2018 in der Schweiz wurde sie in allen drei Vorrundenpartien der Schweizer U19 eingesetzt.
Am 14. Juni 2019 debütierte sie für die A-Nationalmannschaft als Einwechselspielerin bei einem 1:1 gegen Serbien. Es war ihr bisher einziger Einsatz.